# Nicolae Lăzărescu
Nicolae Lăzărescu (n. 1865, Șiria – d. 7 octombrie 1923) a fost un deputat în Marea Adunare Națională de la Alba Iulia, organismul legislativ reprezentativ al tuturor românilor din Transilvania, Banat și Țara Ungurească”, cel care a adoptat hotărârea privind Unirea Transilvaniei cu România, la 1 decembrie 1918.

## Biografie

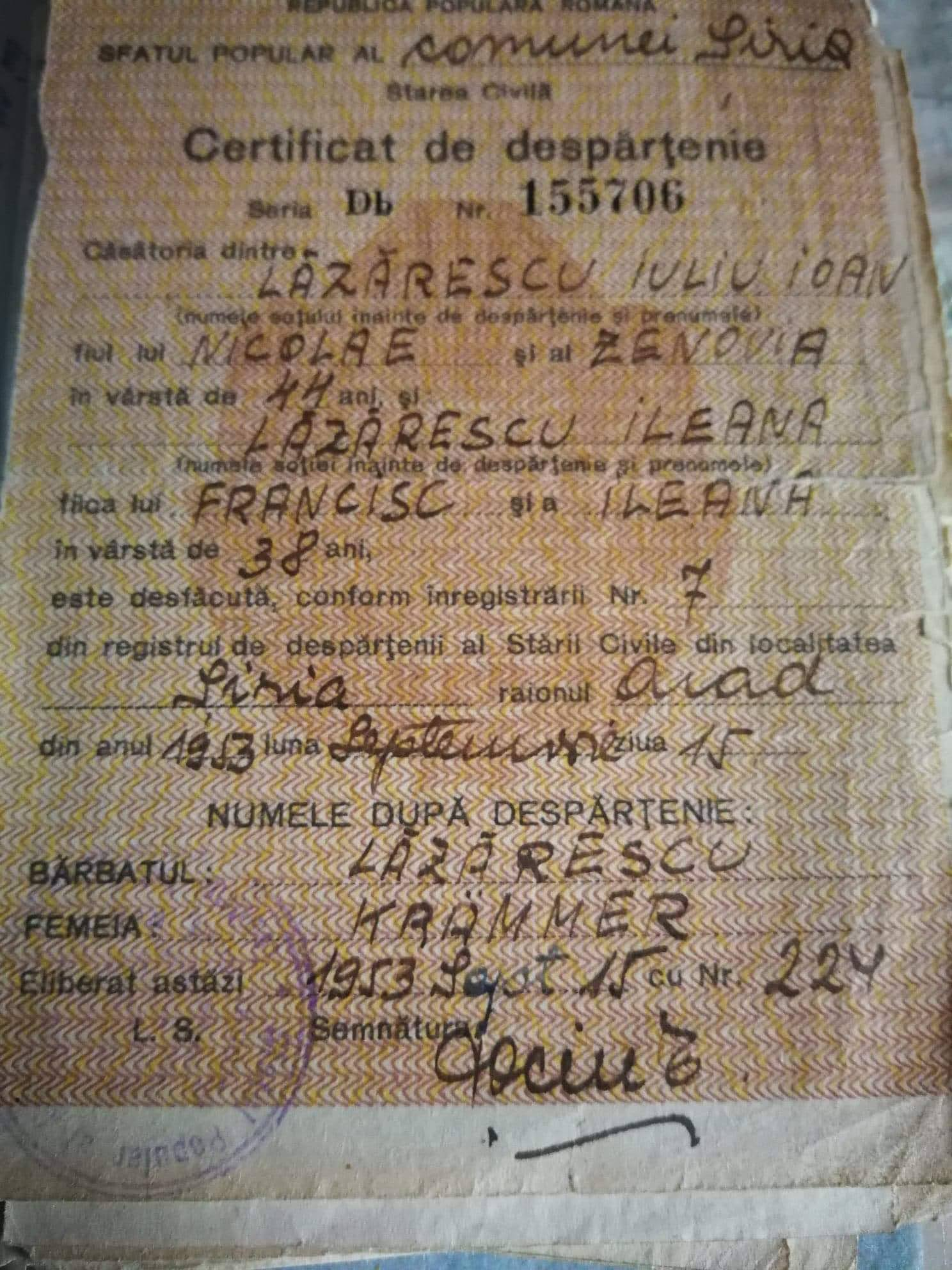
Ioan Iuliu Lazarescu, fiul lui Zevia si Nicolae Lazarescu

A fost economist de profesie. A fost casatorit cu Zenovia. A avut 9 copii, 7 dintre ei decedand timpuriu iar Eugen si Iuliu Ioan Lazarescu (nume pe care i l-a dat acestui din urma fiu, datorita marelui respect pe care acesta il avea fata de Iuliu Maniu) s-au casatorit intemeind familii la randul lor. A decedat la Șiria, Arad, la 7 octombrie1923. Avea șase clase primare, absolvite la
Școala confesională din satul natal, iar râvna depusă în ogorul culturii naționale, în păstrarea identității tradițiilor românești, a folclorului național determină numirea sa ca membru pe viață în „ASTRA".

## Activitatea politică
Ca deputat în Adunarea Națională din 1 decembrie 1918 a fost delegat din partea cercului Șiria, (azi județul Arad) și membru al P.N.R, făcând parte din delegația memorandistă de la Viena.  A  participat activ la campaniile electorale din anii 1905-1910 și la lupta pentru dobândirea votului universal.
Cercul Șiria: Dr. Ștefan C. Pop, adv., Arad; Dr. Iacob Hotăran, adv., Axente Secula, proprietar, Nicolae Lazarescu, econ., toți din Șiria; Ioan Burza, econ., Pâncota.
A fost membru in Comitetul Electoral, Comitet ales de Congresul din 1920, primul Congres al Partidului Național Român dupa decembrie 1918.
Comitetul de 100 Arhivat în 28 noiembrie 2018, la Wayback Machine. ales de Congresul din 1920 avea să fie compus din 125 de membri care proveneau din toate județele Transilvaniei și Banatului, mulți dintre ei viitori parlamentari: Gheorghe Adam, Ion Agârbiceanu, Valeriu Braniște, Nicolae Brânzeu, Nicolae Lăzărescu, Dimitrie Lascu, Vasile Lucaciu, Alexandru Lupean, Aurel Lazăr, Iuliu Maniu, Eugen Muntean, Ștefan Cicio Pop, Sever Bocu, Vasile Goldiș, Alexandru Vaida Voevod, Ion Agârbiceanu și alții.
În cadrul Congresului a fost ales pentru un nou mandat de președinte, Iuliu Maniu, precum și noile structuri de conducere.

### Colectă bănească pentru Ioan Russu-Șirianu
Nicolae Lăzărescu din Șiria a organizat în sat o colectă bănească reușind să adune 8 florini și 70 creițari care sunt trimiși întemnițatului I.R. Șirianu în primăvara anului 1894, care ispășea la Seghedin a doua condamnare în urma proceselor de presă, ca redactor al “Foii poporului". Cei 8 florini și 70 creițari pe care i-a primit Șirianu au fost întregiți de el până la suma de 10 florini. Cei 10 florini sunt trimiși ziarului “Tribuna” din Sibiu, drept început al unui fond din care să se ridice pe mormântul lui Avram Iancu o cruce.